# Jerk (baile)
El Jerk es un estilo de baile nacido en mayo de 2009 en Los Ángeles y difundido por el sur de California. Desde 2009 el jerk ha ganado seguidores por toda la Costa Oeste de los Estados Unidos y está ganando popularidad en la Costa Este.

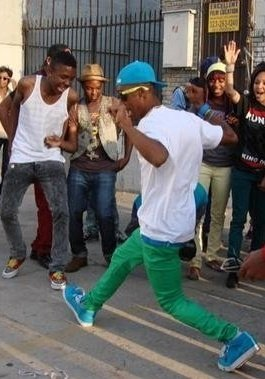
Julián Perea
el jerk

El baile en sí mismo consiste en mover las piernas dentro y fuera y hacer movimientos como el reject, el dip, y el pindrop.
Este tipo de danza se asemeja a un baile que se popularizó en Francia en la década de 2000, conocido popularmente como Tecktonik, que ocupó un lugar destacado en el vídeo de 2007 de la canción "A cause des garçons", de la banda francesa Yelle. También tiene influencias del baile conocido como electro o flogger, originado en Argentina en el verano de 2007, el cual va perdiendo popularidad con los años si bien su pico fue en 2008 y 2009. El estilo y los movimientos son bastante similares, aunque el jerk ha desarrollado sus propios movimientos bajo las influencias de hip hop estadounidense. El jerk se ha extendido por Latinoamérica tiene mucha fama, sobre todo en La República Dominicana y en Panamá.

## Música
The Ranger$ Julian Andrés Perea Residente En Pereira, Risaralda Baila muy Bien Y Es Uno De Los Latinoamericanos Que Pudo Viajar A Estados Unidos A Una Competencia Quedando En El 3 Lugar Un Gran Logro Para Colombia En Cuanto Baile Extranjero Se Trata El Joven Julisan mostró Excelentes Pasos Y Pudo quedarse Con El  3 Lugar Este Jove Viajara Nuevamente En 2014 El 25 de diciembre A Representar nuevamente A Colombia es uno de los grupos más conocidos en cuanto a Jerk, formado por Julian Goins, Langston y DayDay, creando canciones como "Go Hard", "Number 1 Dime" o "Feelin' My Self", además de destacar notablemente en el baile. El grupo de rap New Boyz escribió y grabó un éxito en Los Ángeles, titulado "You're a Jerk", mientras Audio Push escribió y grabó "Teach me how to Jerk". Como la cultura jerk sigue floreciendo, varios nuevos grupos especializados en el estilo jerk están siendo cortejados y firmado por los principales sellos discográficos. Arista ha firmado el grupo Rej3ctz, y la firma se está fijando seriamente en muchos otros grupos de jerk que están floreciendo en Internet.
Recientemente, a principios de la década de 2020, se formó un nuevo estilo de "Jerk Rap" inspirado en gran medida en la escena Cloud Rap con artistas como Xaviersobased, Nettspend y Zuro.

## Grupos de baile
Como las principales corrientes del jerk, los nuevos grupos de baile y los artistas están compitiendo y actuando en eventos, no sólo en el sur de California, si no ya extendido a otras partes del mundo. El grupo The Ranger$ no sólo compite en concursos de baile, ganando numerosos premios, también han registrado varias canciones y han firmado en una multinacional discográfica junto con Team Axplozyun. Otros grupos notables en el sur de California son Marvel Inc.

## Moda
Las personas que bailan jerk suelen llevar pantalones pitillo o tubitos (Skinny Jeans)(que van desde lo inusual a los colores habituales y lavados), considerado un rechazo al estilo de pantalones holgados. Muchos elementos de escena se usan en el jerk, tales como ropa de colores brillantes, pantalones ajustados, camisetas con gráficos o por su novedad. Así mismo, las personas que bailan jerk visten zapatos de lengüeta alta o retro, incluidos los de lengüeta alta de Chuck Taylor, de Nike, Supra Footwear y de Vlado Footwear que son los Spectros 3 . Los zapatos pueden ser o no ser de varios colores. También se suelen llevar gorras con la visera plana, tipo rapper, que pueden ser o no de equipos o ciudades.